# Ferlewang
Ferlewang (mundartlich: Veǝrlǝwang, Ferlǝwang) ist ein Gemeindeteil der Marktgemeinde Oberstdorf im bayerisch-schwäbischen Landkreis Oberallgäu.

## Geographie
Das Dorf liegt circa 3,5 Kilometer westlich des Hauptorts Oberstdorf. Südlich der Ortschaft fließt die Starzlach.

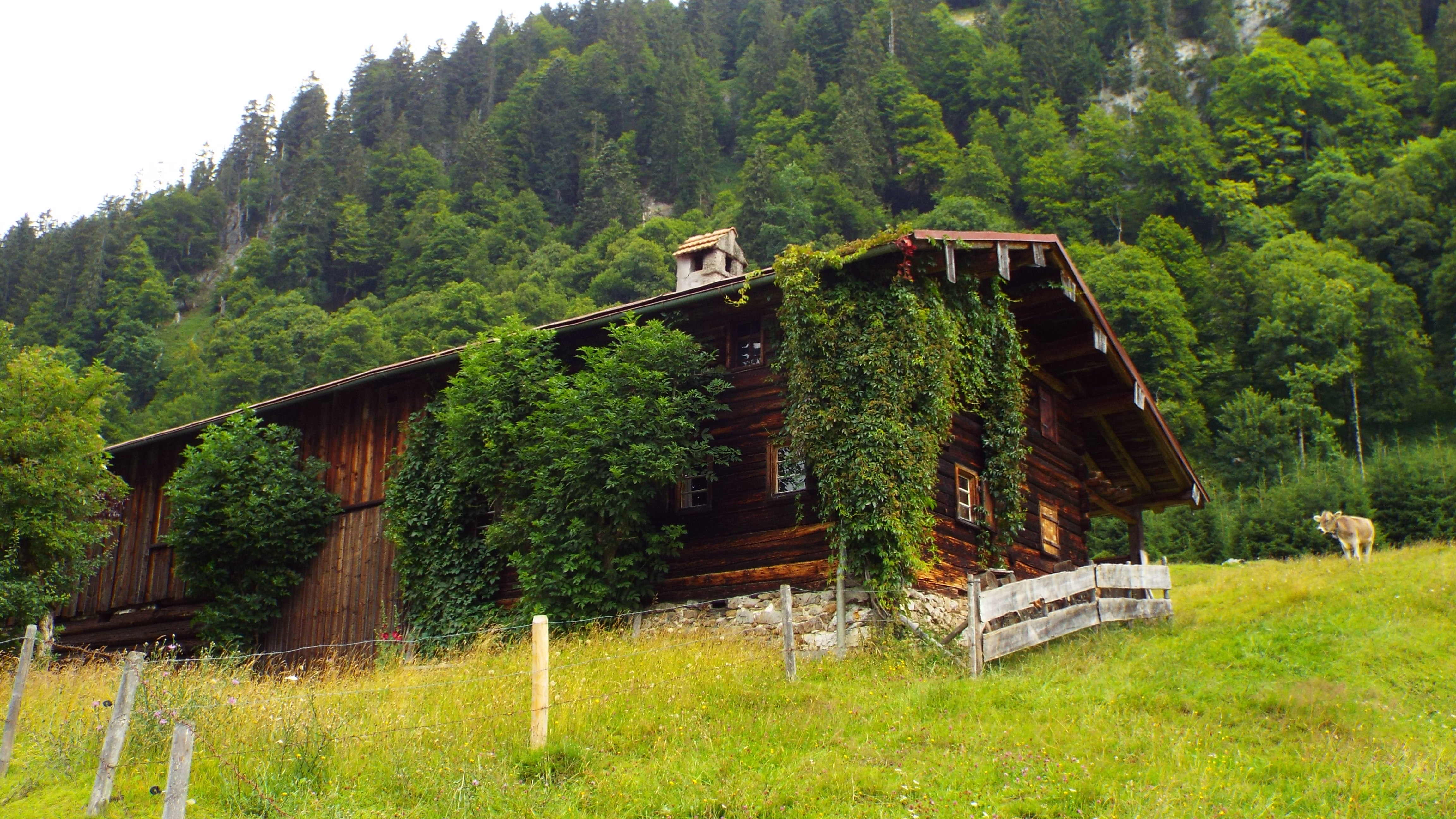
Baudenkmal in Ferlewang

## Ortsname
Der Ortsname stammt von den mittelhochdeutschen Wörtern värīn für mit Farn bewachsen sowie wanc für Wiesenabhang, Halde und bedeutet somit (Siedlung am) farnbewachsenen Abhang.

## Geschichte
Der Name Ferlewang wurde erstmals urkundlich im Jahr 1420 als Flurname mit Färinwang erwähnt. Die heutige Siedlung entstand durch die Vereinödung Tiefenbachs im Jahr 1775. Erstmals urkundlich als Siedlung genannt wurde Ferlenwang jedoch erst im Jahr 1875 mit zehn Gebäuden und 41 Einwohnern.

## Baudenkmäler
Siehe: Liste der Baudenkmäler in Ferlewang